# أرشيبالد كامبل (كاتب عدل)
أرشيبالد كامبل هو كاتب عدل كندي، ولد في 29 يونيو 1790، وتوفي في 16 يوليو 1862.